# Xã Liverpool, Quận Perry, Pennsylvania
Xã Liverpool (tiếng Anh: Liverpool Township) là một xã thuộc quận Perry, tiểu bang Pennsylvania, Hoa Kỳ. Năm 2010, dân số của xã này là 1.057 người.